# Вторая лига Туниса по футболу
Профессиональная Лига Туниса 2 (фр. Tunisian Ligue Professionnelle 2) — вторая по значимости футбольная лига в Тунисе после Высшей лиги (Лиги 1). Основана в 1956 году. 

Лига включает в себя 14 клубов-участников, по окончании сезона два лучших клуба выходят в Первую лигу, два худших — в Третью.

## Участники лиги 2010/11
- «Джерба»
- «Кассерин»
- «Монастир»
- «Корба»
- «Мсакен»
- «Эль-Ахли»
- «Олимпик де Транспортс»
- «Этуаль Спортив дю Бени-Халид»
- «Джендуба»
- «Таузар»
- «Олимпик дю Кеф»
- «Спортинг Мокнин»
- «Стад Габес»
- «Унион Спортив дю Бен-Гардан»